# Павлівська сільська територіальна громада (Запорізька область)
Павлівська сільська громада — територіальна громада в Україні, у Запорізькому районі Запорізької області. Адміністративний центр — село Павлівське.
Площа громади — 169,68 км², населення — 4724 мешканці (2020).

## Історія
Громада утворена 16 грудня 2016 року шляхом об'єднання Павлівської та Семененківської сільських рад Вільнянського району.
19 липня 2020 року, в ході адміністративно-територіальної реформи та ліквідації Вільнянського району, громада увійшла до складу новоствореного Запорізького району.
У громаді розвивається футбольний спорт

## Населені пункти
До складу громади входить 21 село: Берестове, Біляївка, Василівка, Вишневе, Вівчарне, Задорожнє, Зелене, Значкове, Любомирівка, Нововасилівка, Новоселівка, Новоукраїнка, Павлівське, Першозванівка, Поди, Резедівка, Роздолля, Семененкове, Солоне, Спасівка та Шевченкове.